# Памятник погибшим и убитым на востоке
Памятник погибшим и убитым на востоке (пол. Pomnik Poległym i Pomordowanym
na Wschodzie) — памятник в столице Польши, Варшаве, установленный в память о жертвах советского вторжения в Польшу во время Второй мировой войны и последующих репрессий. Он был открыт 17 сентября 1995 года, в 56-ю годовщину советского вторжения в 1939 году.

## История
В эпоху Польской Народной Республики польские коммунистические власти были подвергнуты влиянию со стороны Советского Союза, что привело к цензуре информации о советском вторжении в Польшу в 1939 году и репрессиях против польского населения в период установления там советской администрации в 1939-1941 годы, а также последующих репрессиях после входа советских войск в Польшу в 1944-1945 годах, в частности — отрицание СССР вины в катынском расстреле 1940 года. После падения коммунистических правительств в Центральной и Восточной Европе в 1989 году новые власти Польши официально одобрили проект по созданию ряда памятников и мемориалов, посвященных этим трагическим событиям.
Памятник погибшим и убитым на востоке был спроектирован Максимилианом Бискупским и установлен на пересечении улиц Мурановской и генерала Владислава Андерса в Варшаве. Бискупский представил проект памятника в 1991 году, его строительство началось 18 августа 1995 года, официально открыт он был 17 сентября 1995 года, к 56-й годовщине советского вторжения в 1939 году. На церемонии открытия присутствовали Примас Польши Юзеф Глемп, начальник Генерального штаба польской армии Тадеуш Вилецкий, президент Варшавы Марчин Свенчицкий, премьер-министр Польши Юзеф Олексы и президент Польши Лех Валенса. Строительство памятника было профинансировано польским правительством, неправительственными организациями и частными лицами.

## Описание
Памятник был установлен в честь погибших и убитых на востоке поляков, в частности, депортированных в трудовые лагеря в Сибири (после советского вторжения в Польшу) и жертв катынского расстрела. Памятник приблизительно 7 метров в высоту, изготовлен из бронзы. Памятник представляет собой фигуры религиозных символов (католические и православные кресты, а также еврейские и мусульманские символы) на железнодорожной платформе, установленной на рельсах. Каждая железнодорожная шпала отображает названия мест, из которых польские граждане были депортированы для принудительного труда в СССР, а также названия лагерей, колхозов, деревень и различных аванпостов ГУЛАГа, которые были их пунктами назначения, включая места массовых убийств, используемые советским НКВД.
Один из крестов посвящен священнику Стефану Недзиелаку, активисту, выступавшему за восстановление памяти о катынском расстреле, который был убит при загадочных обстоятельствах в 1989 году. Памятник также включает композицию Польского креста храбрых и польского орла с веревкой вокруг него, а также дату советского вторжения в Польшу, изображенную под ним. На памятнике высечены две надписи: «Тем, кто пал на востоке» (пол. Poległym pomordowanym na Wschodzie), и «Жертвам советской агрессии 17.IX.1939. Польская нация 17.IX.1995» (пол. ofiarom agresji sowieckiej 17.IX.1939. Naród 17.IX.1995).

## Мемориальная церемония и папские визиты
Ежегодная мемориальная церемония проводится у памятника 17 сентября.
Папа Иоанн Павел II молился здесь во время своего седьмого польского паломничества в 1999 году. В 2006 году во время своего паломничества в Польшу папа римский Бенедикт XVI также присутствовал у этого памятника (среди прочих) по дороге из аэропорта в Варшавский собор.

## Галерея

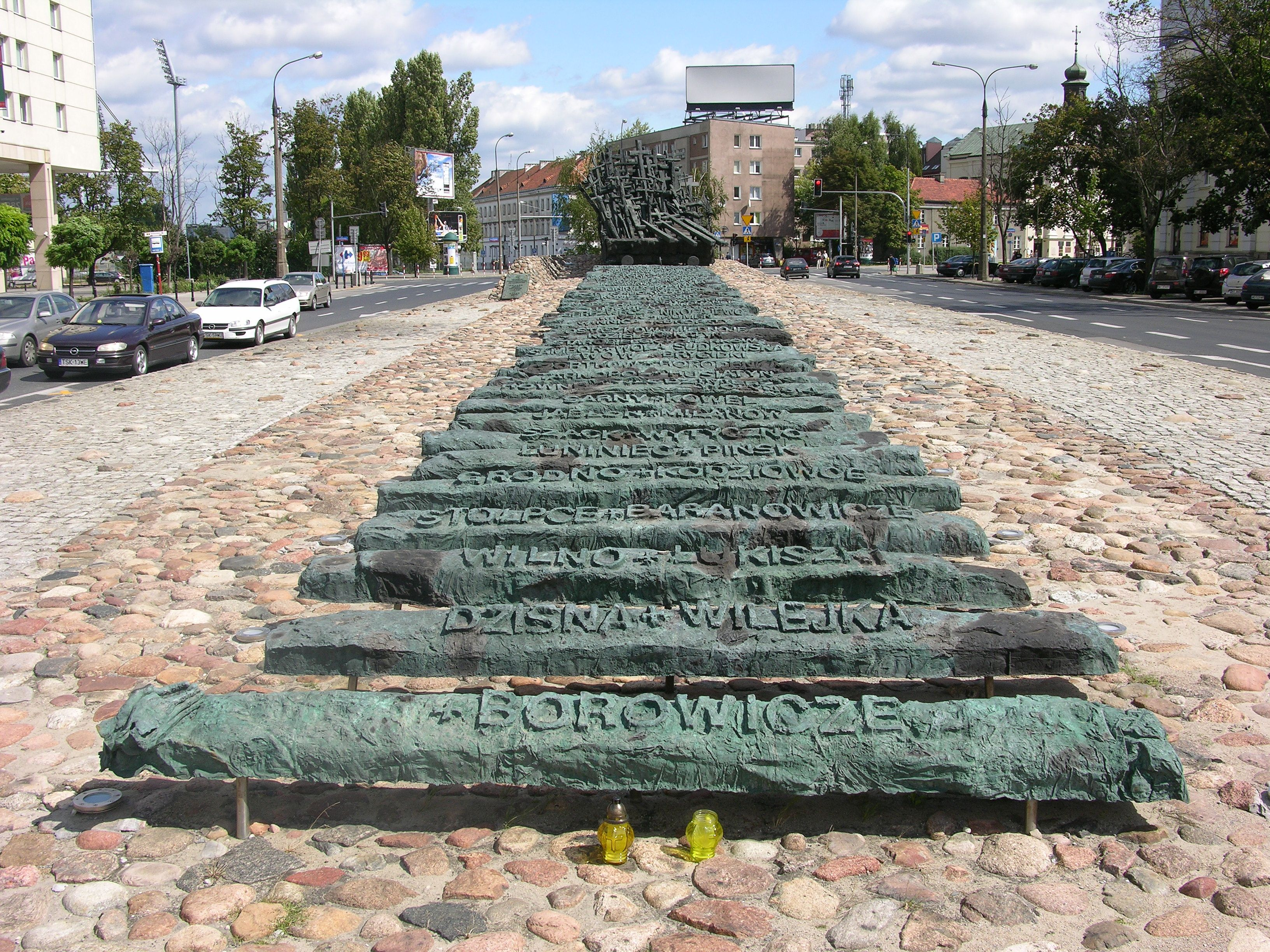
Вид на памятник с западной стороны
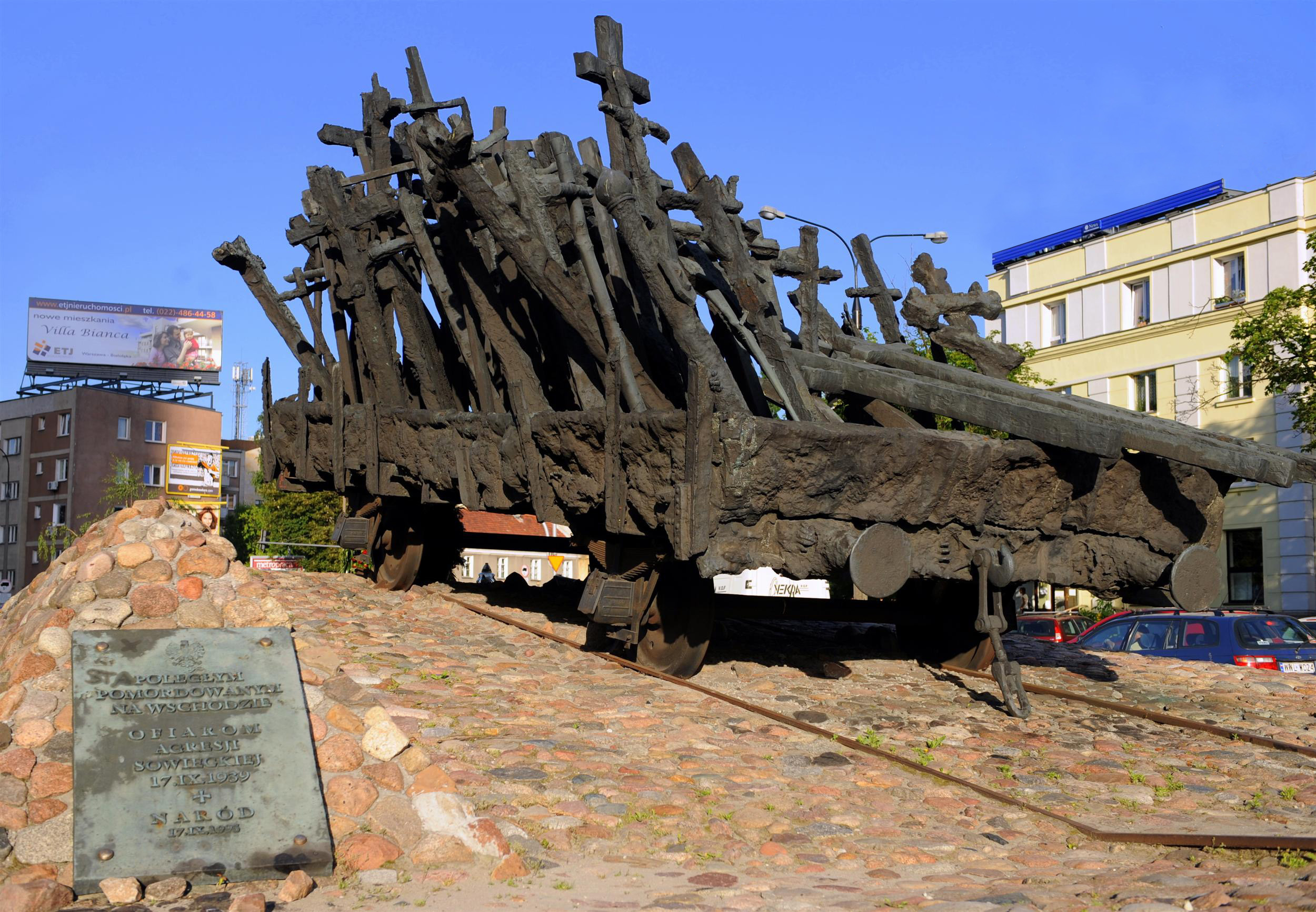
Железнодорожная платформа
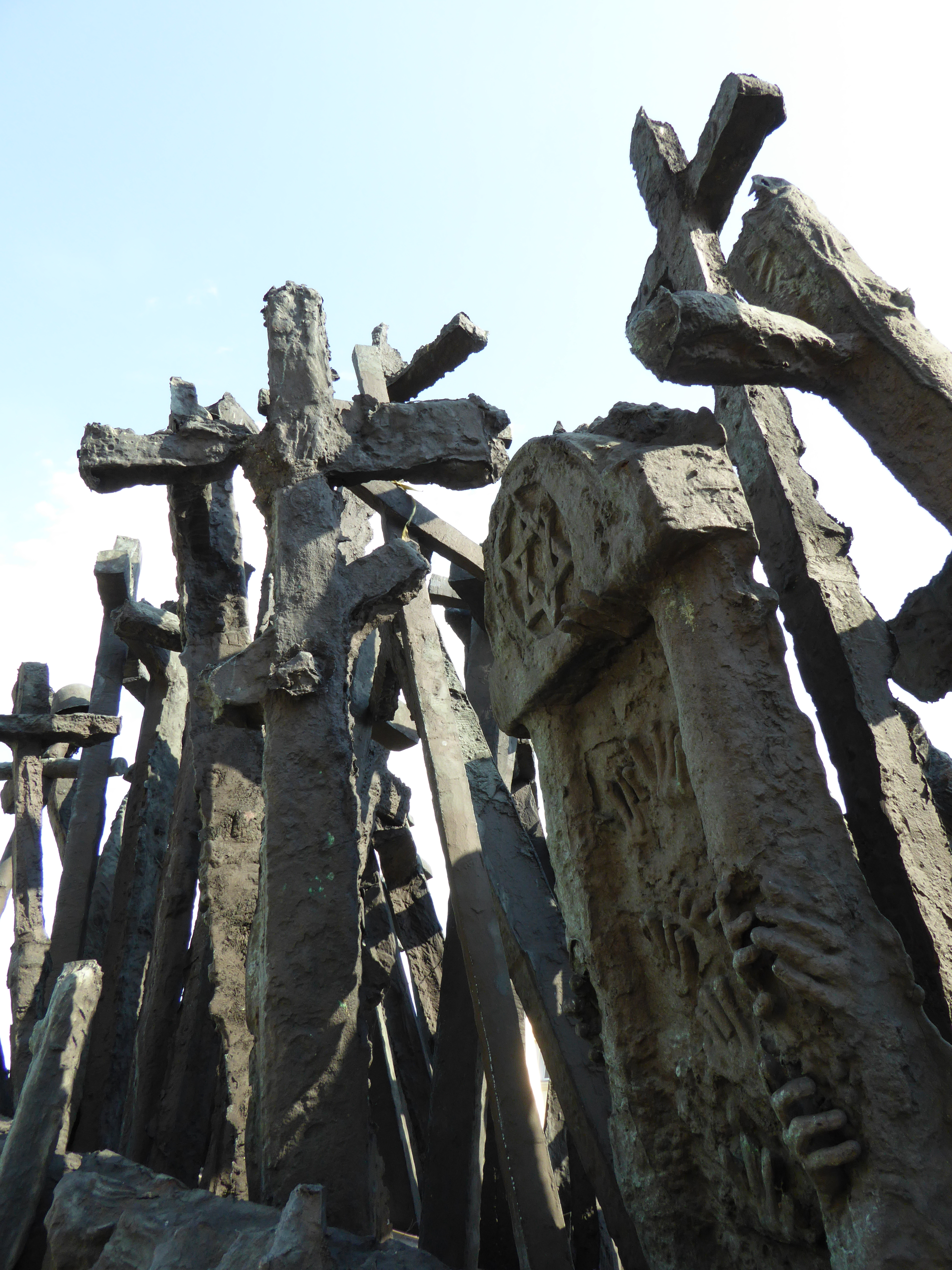
Религиозные символы, расположенные внутри железнодорожного вагона
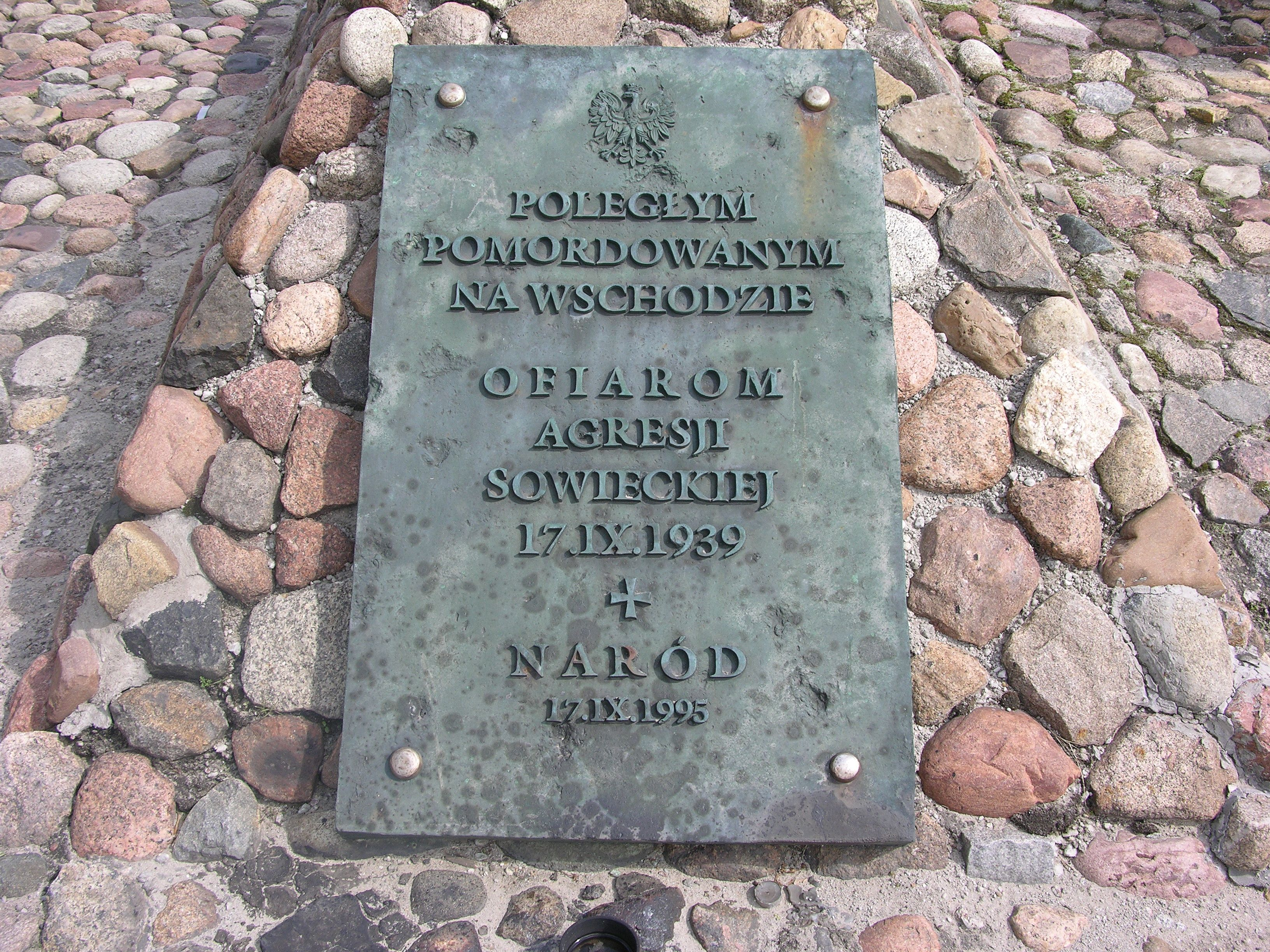
Табличка у памятника
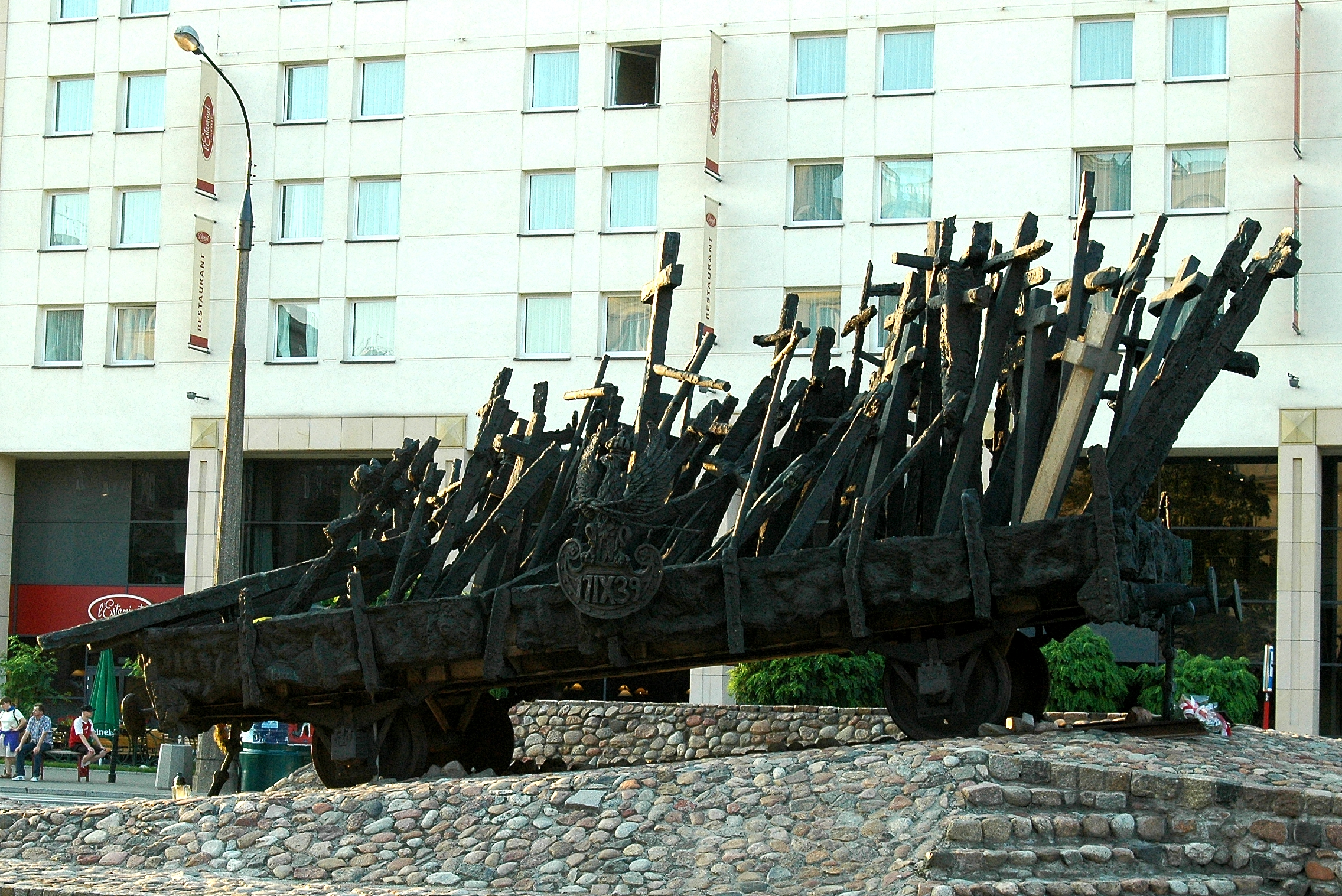
Вид на железнодорожную платформу с юга
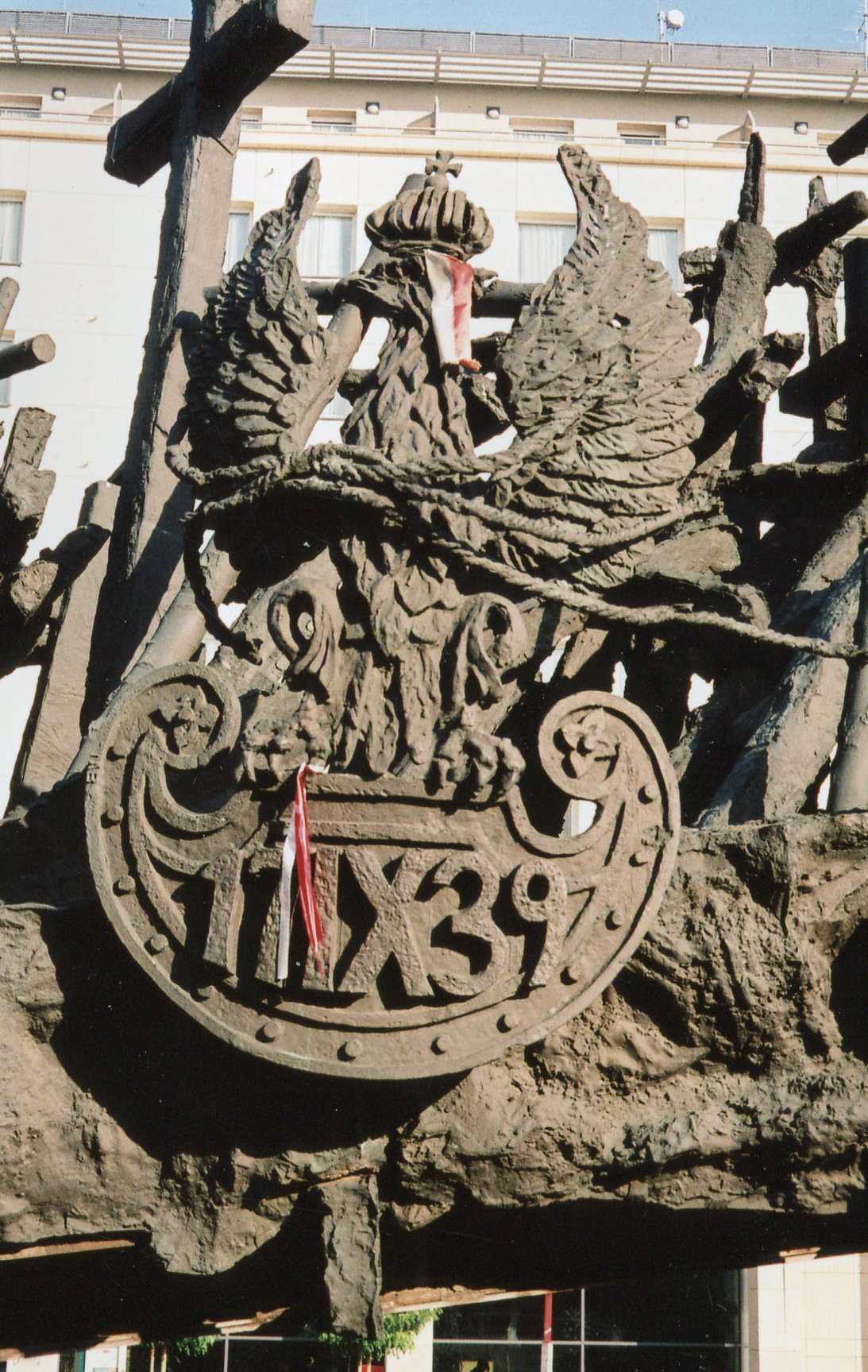
Польский орел на южной стороне железнодорожной платформы (с привязанной к нему веревкой и датой советского вторжения внизу)
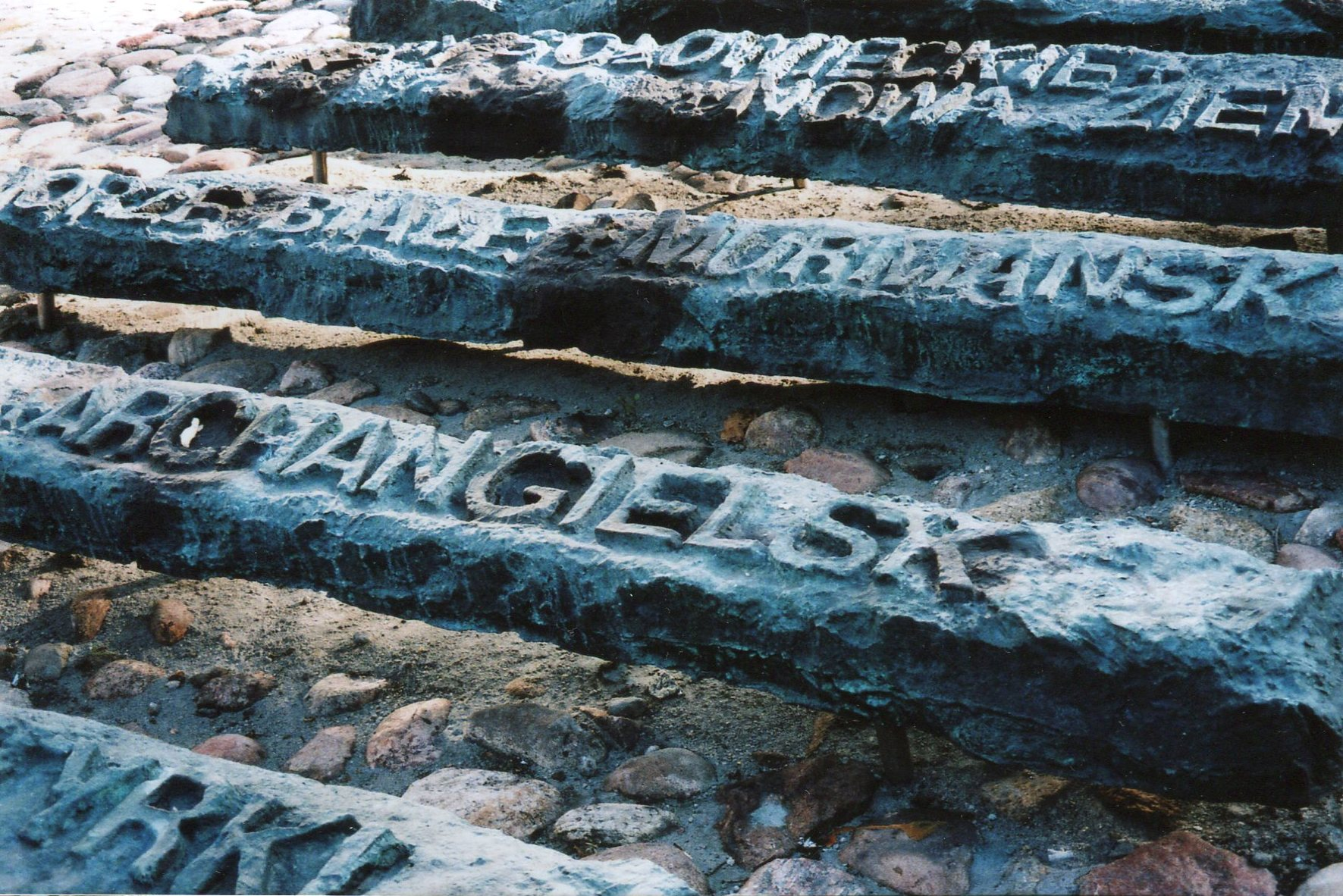
Железнодорожные шпалы с указанием названий форпостов ГУЛАГа, таких как Архангельск
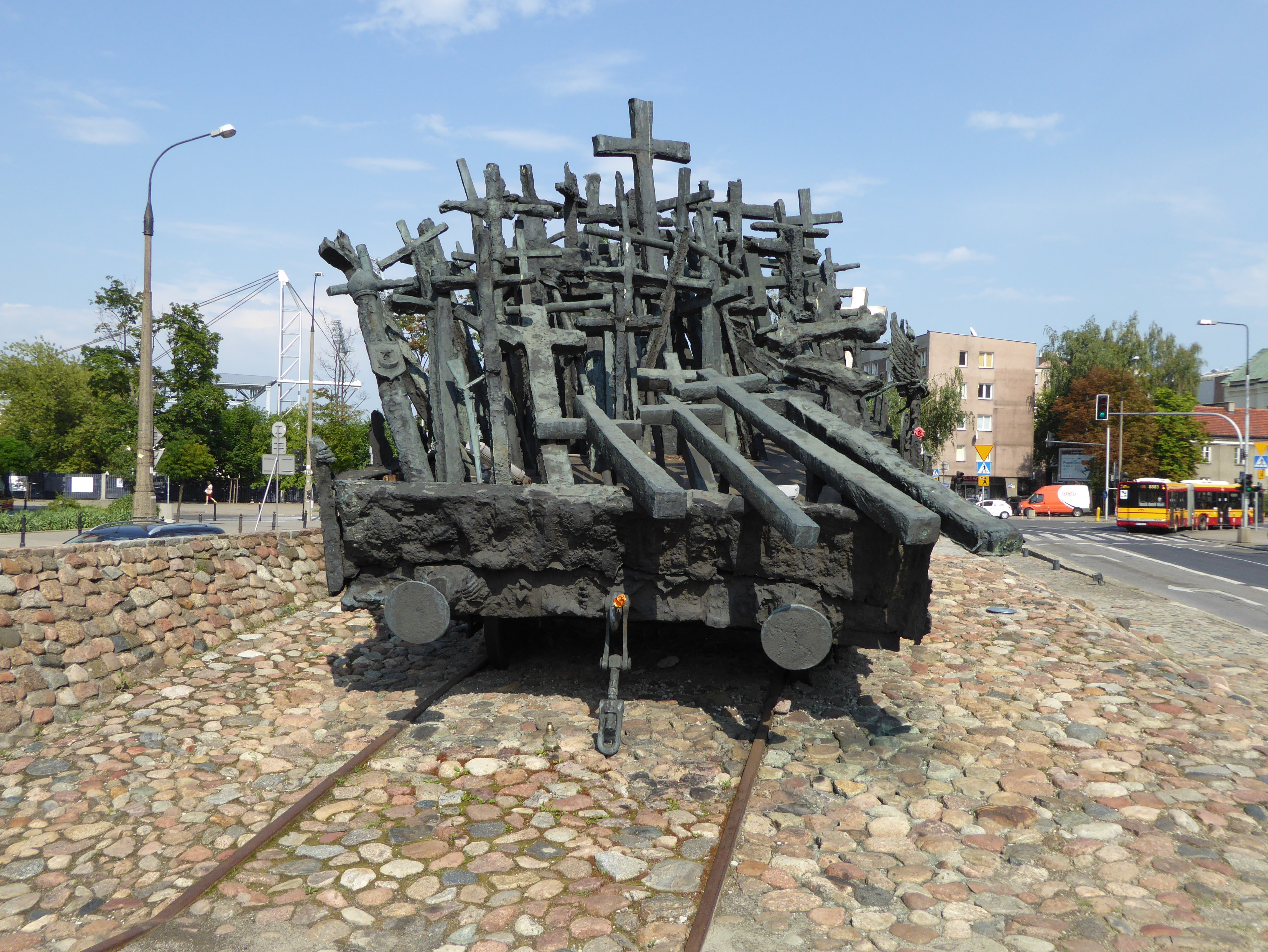
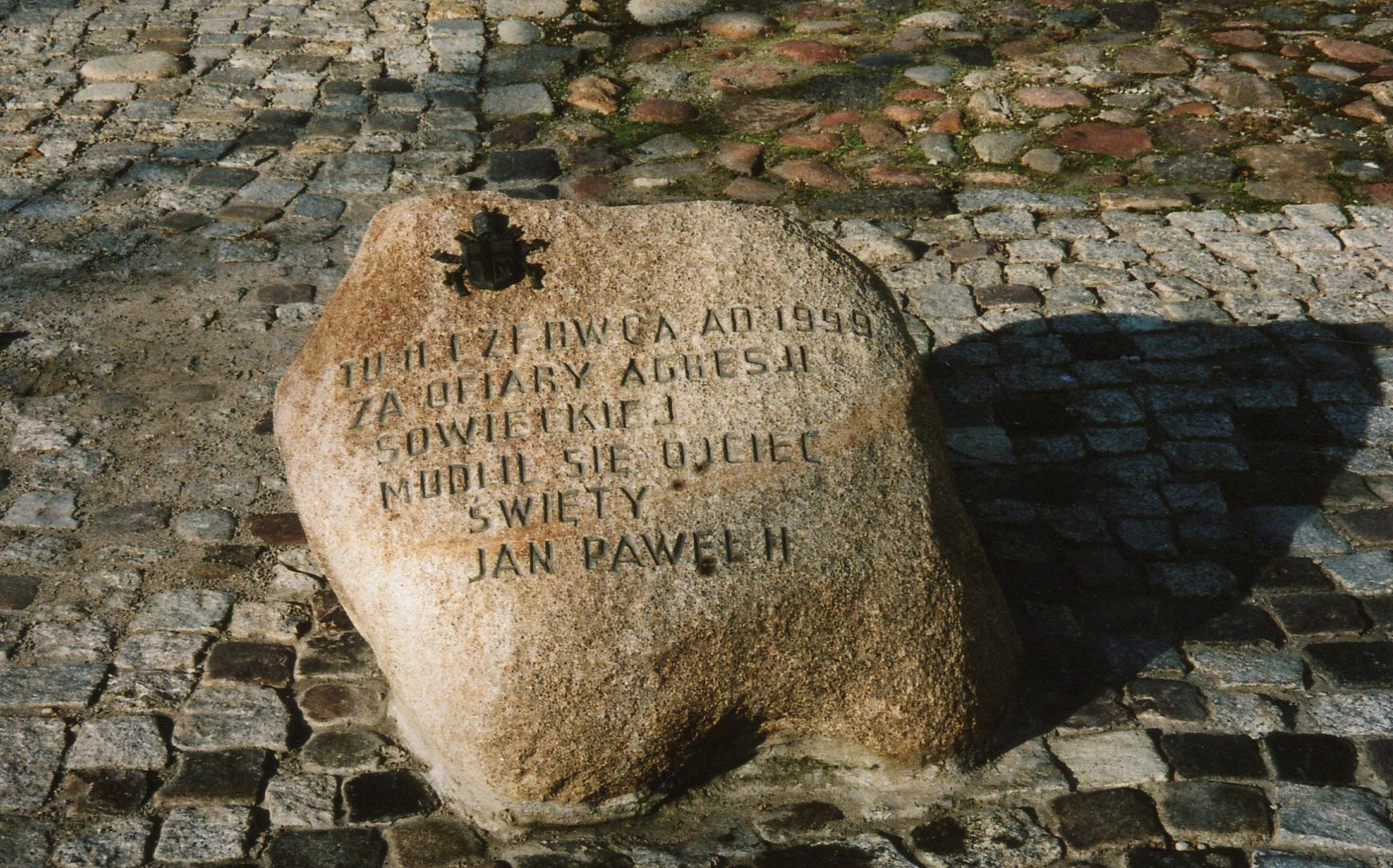
Этот камень был установлен у памятника после того, как папа Иоанн Павел II произнес здесь молитву о жертвах советской агрессии в 1999 году
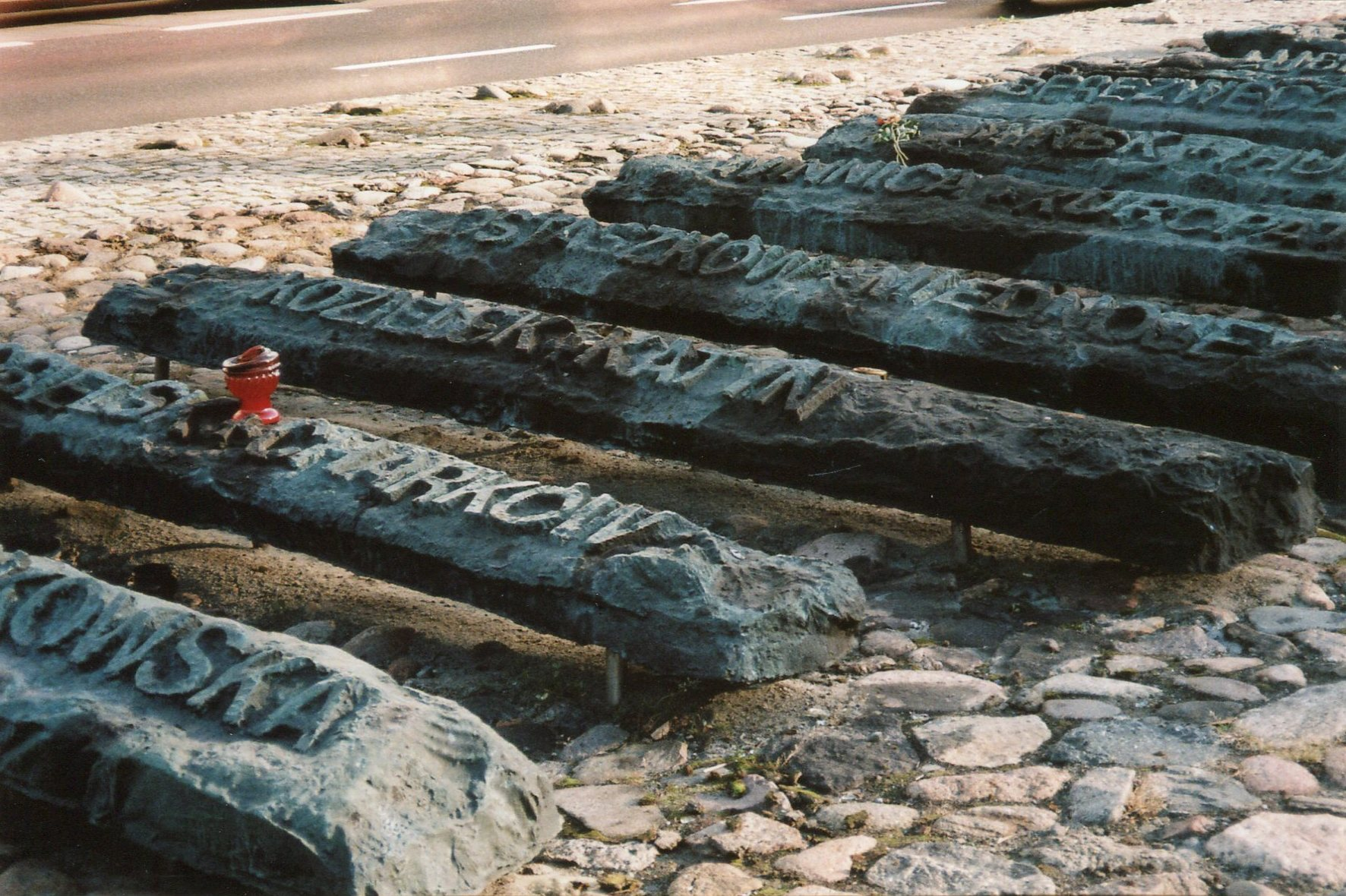
Железнодорожные шпалы с названиями мест массовых убийств НКВД, таких как Катынь
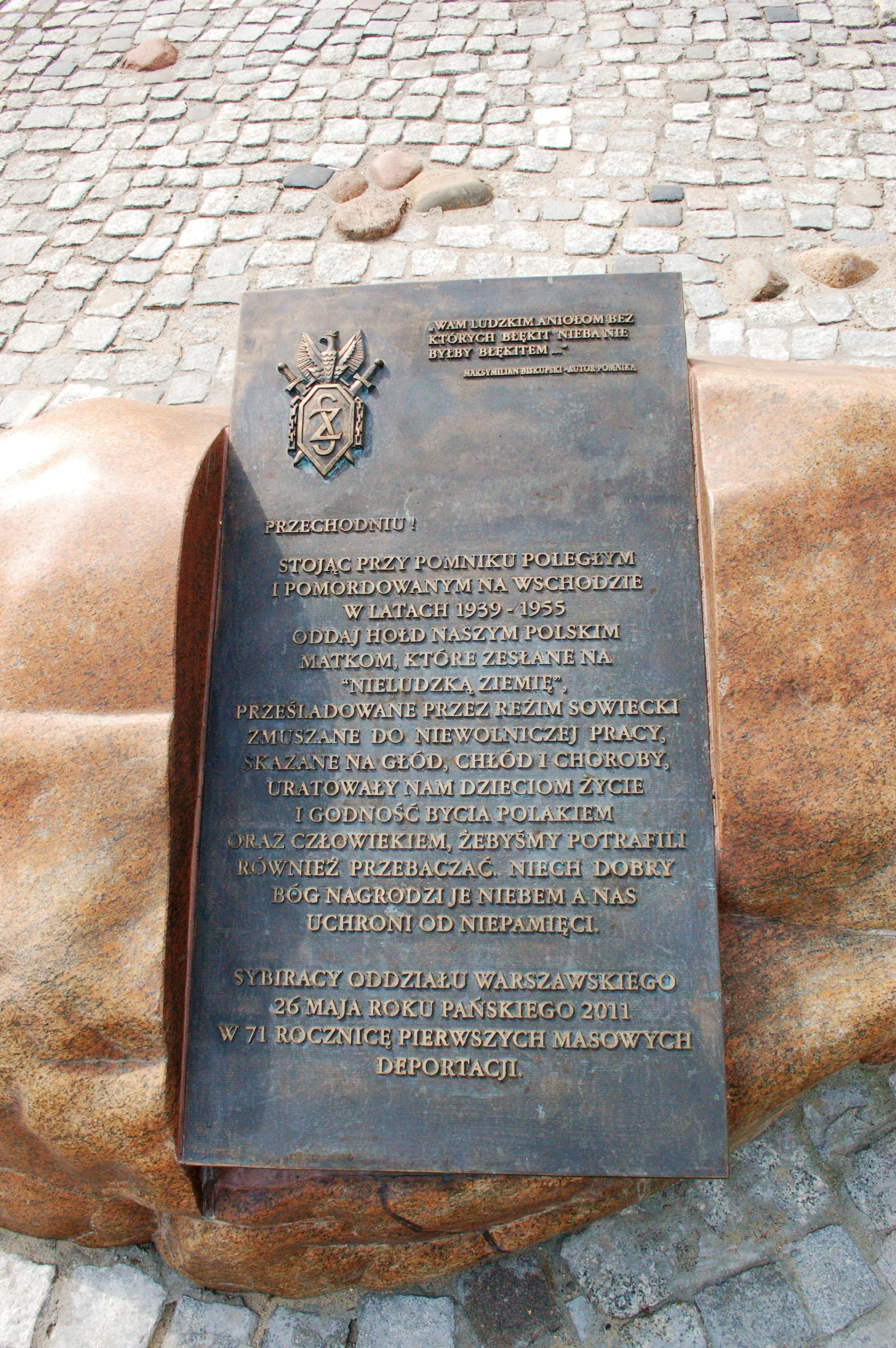
Мемориальная доска в честь депортированных матерей
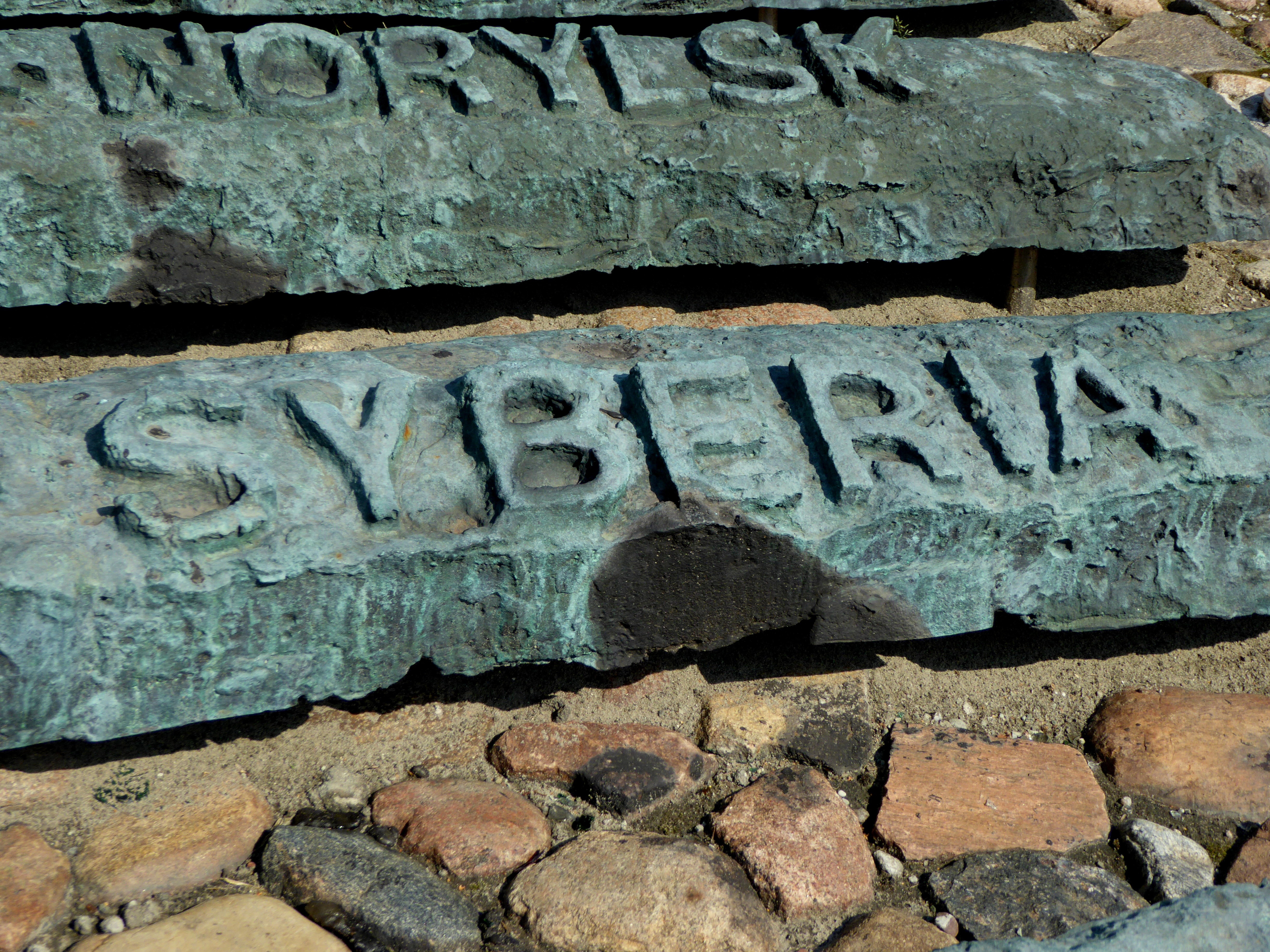